# 日鋼情報システム
日鋼情報システム株式会社（にっこうじょうほうシステム、英: NIKKO INFORMATION SYSTEM CO., LTD.）は、東京都府中市にかつて存在したシステム会社である。2019年、株式会社日本製鋼所に吸収合併され解散した。

## 概要
日鋼情報システムは、1990年に株式会社日本製鋼所100%出資の戦略的情報子会社として北海道室蘭市茶津町4（日本製鋼所室蘭製作所内）に設立された。その後業務の拡大に伴い、1998年現在の所在地に本社を移転した。
現在は本社の他に東京事業所、室蘭事業所、広島事業所の3事業所体制であり、日本製鋼所グループのシステム開発・運用・保守を中心にしながらもグループ外の受託開発システム等も手掛けている。

## 沿革
- 1966年（昭和41年） - 株式会社日本製鋼所室蘭製作所が、経営改善の一環としてコンピュータを導入
- 1968年（昭和43年） - 日本製鋼所本社および広島製作所がコンピュータを導入
- 1969年（昭和44年） - 日本製鋼所横浜製作所がコンピュータを導入
- 1986年（昭和61年）7月 - 株式会社日本製鋼所の情報システム本部として情報システム受託開発事業を開始
- 1987年（昭和62年）4月 - 機器販売事業を開始
- 1990年（平成2年）4月 - 「日鋼情報システム株式会社」設立
- 1990年（平成2年）9月 - 日本アイ・ビー・エム株式会社とIBM製品特約店契約を締結
- 1992年（平成4年） - 東京都府中市Jタワーに東京事務所を開設（現本社）
- 1994年（平成6年） - 横浜市日本製鋼所横浜製作所構内に横浜分室開設
- 1995年（平成7年） - 広島市日本製鋼所広島製作所|広島製作所構内に広島分室開設
- 1998年（平成10年） - 本社を東京都府中市に移転、広島分室を広島事業所に改組（3事業所1分室体制へ）
- 1999年（平成11年） - 磁気カードリーダー活用システム開発（自社パッケージ製品第1号）
- 2000年（平成12年） - 設立10周年。日本製鋼所向け財務システム開発
- 2001年（平成13年） - 日本製鋼所本社向けダウンサイジング
- 2003年（平成15年） - 日本製鋼所広島製作所向け3DCAD導入プロジェクト開始
- 2004年（平成16年）11月 - ISO9001-2000取得
- 2005年（平成17年） - 日本製鋼所基幹ネットワーク再構築（広域イーサネット化）
- 2007年（平成19年）11月 - 非接触ICカードリーダー製品販売開始（自社パッケージ製品第2号）
- 2008年（平成20年）1月 - 暗号化＆使用許諾確認ソフトウェア「くりぷ太」開発（自社パッケージ製品第3号）
- 2009年（平成21年）11月 - ISO9001-2008更新
- 2010年（平成22年）4月 - 設立20周年
- 2014年（平成26年）6月 - 本社を現住所に移転
- 2019年　株式会社日本製鋼所に吸収合併され解散

## 主な事業内容
- 情報システムの受託開発・運用・保守
- パッケージ製品の販売
- WEBサイトのデザイン・制作
- IT機器の販売
- 日本製鋼所グループのシステム開発・運用・保守